# Frederick Reines
Frederick Reines (Paterson, 16. ožujka 1918. – Orange, 26. kolovoza 1998.), američki fizičar. Diplomirao je 1941. na Stevens Institute of Technology u New Jerseyu, a doktorirao (1944.) na Sveučilištu u New Yorku. Bio je profesor na Sveučilištu Case Western Reserve u Clevelandu (od 1959. do 1966.) i na Sveučilištu Irvine u Kaliforniji (od 1966.). Vodio je istraživanja subatomskih čestica i razvoj nuklearnog oružja u Los Alamosu (Projekt Manhattan), te je sa suradnikom Clydeom Cowanom 1951. pokusima dokazao postojanje neutrina, što ga je teorijski predvidio W. Pauli (1930.). Za to je otkriće 1995. s M. L. Perlom dobio Nobelovu nagradu za fiziku.

## Neutrino
Neutrino (talijanski, od neutr[on] + -ino, talijanska umanjenica; oznaka ν) je subatomska čestica, lepton bez električnoga naboja, vrlo malo mase, koji se giba brzinom bliskom brzini svjetlosti. Neutrino je kao laku električki neutralnu česticu spina ½ pretpostavio (postulirao) W. Pauli (1930.) kako bi objasnio očuvanje energije u nekim nuklearnim procesima, kao na primjer: 
{\displaystyle {}^{13}\mathrm {N} \rightarrow {}^{13}\mathrm {C} +\mathrm {e} ^{+}+\mathrm {\nu } }
Nakon što je J. Chadwick 1932. otkrio neutron, E. Fermi je 1934. ugradio Paulijevu postuliranu česticu u svoju teoriju slabe sile i nazvao ju neutrinom (malim neutronom). Kao svaka čestica koja zadovoljava Fermi-Diracovu statistiku, i neutrino ima antičesticu, takozvani antineutrino, koji se od neutrina razlikuje samo u svojstvima simetrije. Elektronski se neutrino emitira iz protona u pozitivnom beta-raspadu: 
{\displaystyle \mathrm {p} \rightarrow \mathrm {n} +\mathrm {e} ^{+}+\mathrm {\nu _{e}} }
dok se elektronski antineutrino emitira iz neutrona u negativnom beta-raspadu: 
{\displaystyle \mathrm {n} \rightarrow \mathrm {p} +\mathrm {e} ^{-}+\mathrm {\bar {\nu _{e}}} }
Mjerenjima između 1954. i 1956. uspjelo se opaziti neutrine putem takozvanog inverznoga β-procesa. U pokusu koji je izveo F. Reines opaženi su elektronski antineutrini, uhvatom kojih se, u skladu s Fermijevom teorijom, na jezgrama vodika stvaraju neutroni i pozitroni: 
{\displaystyle \mathrm {\bar {\nu _{e}}} +\mathrm {p} \rightarrow \mathrm {e} ^{+}+\mathrm {n} }
Pokusi s ubrzivačima čestica omogućena su otkrića mionskih (1962.) i tauonskih (sredinom sedamdesetih) neutrina, stvorenih u paru s mionima i tauonima. Da se radi o neutrinima druge generacije pokazali su pokusi, koje su izveli L. Lederman, M. Schwartz i J. Steinberger. Kozmičke su neutrine detektirali R. Davis i M. Koshiba. Uz kozmičke neutrine vezano je otkriće oscilacija okusa neutrina: pošto su prije ustanovljene zasebne neutrinske vrste (okusi νe, νμ, ντ kojima su zaokružene tri obitelji čestica standardnoga modela čestica), za elektronske neutrine emitirane sa Sunca ustanovljena je njihova pretvorba (transmutacija) u mionske, a za mionske neutrine stvorene u Zemljinoj atmosferi njihov prijelaz u tauonske neutrine. Pokuse s velikim vodenim detektorima neutrina smještenim duboko u rudnicima vodili su M. Koshiba u Japanu i A. B. McDonald, u Kanadi. Promjene okusa neutrina pokazuju da neutrini imaju masu.
Neutrino je elementarna čestica bez električnog naboja i gotovo isključivo vezana uz slabu nuklearnu silu koja je odgovorna za radioaktivni raspad kemijskih elemenata. Neutrinovo međudjelovanje s materijom je tako slabo da neutrino može kod stanovite energije proći bez apsorpcije kroz olovni zid debljine oko stotinu svjetlosnih godina. Stručno se kaže da neutrino ima vrlo mali udarni presjek s materijom. Neutrino je uz foton najbrojnija čestica u svemiru. U jednoj sekundi kroz naše tijelo prođe milijarde neutrina, a da mi to niti ne osjetimo. Čak naše tijelo koje ima dvadesetak miligrama radioaktivnog kalija emitira nekoliko stotina milijuna neutrina po danu!